# Natália Bernardo
Natália Maria Bernardo dos Santos (* 25. Dezember 1986 in Luanda) ist eine ehemalige angolanische Handballspielerin.

## Vereinskarriere
Natália Maria Bernardo spielte anfangs beim angolanischen Verein Desportivo Maculusso. Nachdem sie anschließend für Atlético Petróleos de Luanda aufgelaufen war, wechselte sie zu 1º de Agosto.

## Nationalmannschaft
Natália Bernardo gehört dem Kader der angolanischen Nationalmannschaft an, mit der sie an den Olympischen Spielen 2008, 2012, 2016, 2020 sowie 2024 teilnahm. Weiterhin gehörte die Rückraumspielerin sieben Mal dem angolanischen WM-Kader an. Bei der WM 2015 in Dänemark belegte sie mit 43 Treffern den zehnten Platz in der Torschützenliste. Mit Angola gewann Bernardo die Afrikameisterschaft 2016 und wurde zusätzlich zum MVP gekürt. 2021 gewann sie erneut die Afrikameisterschaft. Nach den Olympischen Spielen 2024 beendete sie ihre Karriere.
Während der Eröffnungsfeier der Olympischen Spiele 2020 war sie, gemeinsam mit dem Segler Matias Montinho, die Fahnenträgerin ihrer Nation.

## Familie
Ihre Geschwister Marcelina Kiala und Luisa Kiala spielen ebenfalls Handball.